# Winklera silaifolia
Winklera silaifolia är en korsblommig växtart som först beskrevs av Joseph Dalton Hooker och Thomas Thomson, och fick sitt nu gällande namn av Sergei Ivanovitsch Korshinsky. Winklera silaifolia ingår i släktet Winklera och familjen korsblommiga växter. Inga underarter finns listade i Catalogue of Life.